# Sit Down, You're Rockin' the Boat
"Sit Down, You're Rockin' the Boat" (en español: Siéntate, estás sacudiendo el barco) es una canción escrita por Frank Loesser y publicada en 1950. La canción fue introducida en el musical de Broadway Guys and Dolls el que se estrenó en el Teatro de la 46.º calle el 24 de noviembre de 1950. Fue interpretada por Stubby Kaye, que más tarde volvió a interpretar su papel como Nicely-Nicely Johnson en la producción londinense de 1953 y en la película basada en el musical en 1955.
Fue grabada por Harpers Bizarre para su tercer álbum, The Secret Life of Harpers Bizarre. Una versión de esta canción por Don Henley fue interpretada en la banda sonora de la película Leap of Faith de 1992. La canción fue también interpretada en el episodio piloto de la serie Glee en 2009, y hecha de nuevo al final de la tercera temporada de la misma, aunque nunca se lanzó como un sencillo ni apareció en ningún álbum.
La canción es generalmente considerada como el número de las once de Guys and Dolls.